# Индиго (цвят)
Индиго е наситен цвят, близък до синьото (основен цвят в цветовото пространство RGB), както и до някои варианти на ултрамарин, базиран на едноименното древно багрило.
Традиционно се смята за цвят във видимия спектър, както и за един от седемте цвята на дъгата: цветът между синьото и виолетовото; източниците обаче се различават по отношение на действителната му позиция в електромагнитния спектър.
Първото известно регистрирано използване на думата „индиго“ като име на цвят на английски е през 1289 г.

## Етимология
Думата „индиго“ идва от латинската дума indicum, която означава „индийски“, тъй като багрилото първоначално е било изнесено в Европа от Индия.

## Индиго в природата
- Индигова пасерина
- Lactarius indigo
- Drymarchon couperi